# Godovik
Godovik (cyr. Годовик) – wieś w Serbii, w okręgu zlatiborskim, w gminie Požega. W 2011 roku liczyła 233 mieszkańców.